# HD248891
HD248891 — хімічно пекулярна зоря спектрального класу
A0 й має видиму зоряну величину в смузі V приблизно 10,2.

## Пекулярний хімічний вміст
Зоряна атмосфера HD248891 має підвищений вміст 
Si
.